# Горьковский городской совет
Нижегородский (Горьковский) городской совет (Горсовет) — высший орган государственной власти в Горьком с 1918 по 1993 год. Предшественник нынешней Нижегородской городской думы.

## История
Упразднив Городскую думу большевики сохранили её исполнительный орган — городскую управу. Она была подчинена Нижегородскому совету рабочих и солдатских депутатов и названа «советской».
Осенью 1918 г. был создан отдельный совет для губернского центра — Нижегородский городской совет рабочих и красноармейских депутатов.
Вместо советской городской управы был образован городской исполнительный комитет (горисполком). Горсовет и горисполком разместились в бывшем здании Городской думы (Бугровский благотворительный корпус).
4 августа 1919 г. нижегородский горисполком объединили с Нижегородским уездным исполкомом в Нижегородский угорисполком. А Бугровский благотворительный корпус передали профсоюзам.
Между тем слияние городского и уездного исполкомов себя не оправдало. Ведь хозяйственные нужды губернского центра и его сельской округи не совпадали. Поэтому в июле 1920 уездный исполком был воссоздан. А вот горисполком восстанавливать не стали. Хозяйством Нижнего Новгорода стал отныне ведать губернский исполнительный комитет.
В результате принятия Конституции СССР 1936 года демократизировалась и упорядочилась система управления. Выборы вновь стали тайными. Горьковский городской совет депутатов трудящихся снова получил свой исполнительный комитет.
Во время «Перестройки» местные Советы получили больше возможностей для влияния на положение дел. Горьковский (с 1990 г. — Нижегородский) городской совет народных депутатов действовал достаточно энергично. Однако в 1993 г., в ходе острого политического кризиса в стране, система Советов была ликвидирована.

## Председатели
- Бодякшин, Владимир Степанович (1990)
- Косариков, Александр Николаевич (1990—1993)